# La Chute de Reach
 (novembre 2019).
Si vous disposez d'ouvrages ou d'articles de référence ou si vous connaissez des sites web de qualité traitant du thème abordé ici, merci de compléter l'article en donnant les références utiles à sa vérifiabilité et en les liant à la section « Notes et références ».
Halo: La Chute de Reach (titre original : "Halo: The Fall of Reach") est un roman américain de science-fiction militaire, écrit par Eric Nylund ayant paru en 2001, avant d'être réédité en 2010, 2011 et 2019.
Les rééditions de 2010 et de 2011 par Tor Books ont respectivement apporter des modifications dans le récit et ainsi l'ajout de contenus complémentaires, ce qui a été considéré dans les rééditions françaises qui ont suivi. L'édition de 2024 par 404 Éditions est une nouvelle traduction du roman par Laurent Laget.
Premier tome de la série inspirée par le jeu vidéo Halo, il raconte certains événements qui commencent à partir de l'an 2517 allant jusqu'à 2552, notamment: l'ouverture du projet SPARTAN-II, les débuts de la Guerre Humain-Covenant (en anglais: "Human-Covenant War"), l'enfance des jeunes SPARTANS-II et leur "enrôlement" dans le programme, la création de Cortana, ainsi que la chute de Reach, une planète controllée par l'UNSC lors de la Guerre.

## Informations supplémentaires
Reach est le 2e bastion de l'humanité après la Terre et elle abrite la principale base d'opération de l'O.N.I.. C'est sur Reach que les SPARTANS-II ont été instruits et que le programme MJOLNIR a été développé en parallèle par la docteur Catherine Elizabeth Halsey..
Reach est aussi le lieu principal où se déroule le jeu Halo: Reach, préquelle au jeu Halo: Combat Evolved.